# Hvězdice amurská
Hvězdice amurská (Asterias amurensis) je ostnokožec – hvězdice, zařazený do řádu Forcipulatida, čeledi Asteriidae a rodu Asterias. Popis druhu učinil dánský přírodovědec Christian Frederik Lütken v roce 1871.

## Výskyt a invazní potenciál
Hvězdice dává přednost pobřežním vodám. Původní areál výskytu hvězdice amurské zahrnoval pobřeží Japonska, Ruska, severní Číny a Korejského poloostrova, avšak došlo k zavlečení na nová území. Areál výskytu se tak rozšířil kupříkladu na pobřeží Evropy, Aljašky nebo Austrálie a Tasmánie. Přestože jinak žije o teplotě vody mezi 7 a 10 °C, adaptovala se i teplým australským vodám nad 20 °C. Pro schopnost rychle se rozmnožovat a velkou žravost patří hvězdice amurská mezi nebezpečné invazní druhy. Jako predátor, konzumující velkou škálu různé potravy, představuje nebezpečí pro původní druhy živočichů (měkkýši, požírá rybí vajíčka) a jedná se o významného akvakulturního škůdce. Například jejich populace v australském zálivu Port Phillip byla k roku 2000 odhadována na asi 75 milionů kusů.

## Popis
Hvězdice amurská má celkem pět ramen, její velikost se vyšplhá až na půl metru. Pohybuje se pomocí trubičkovitých končetin. Tělo tohoto druhu může být zbarveno různými barvami, spodní strana je nicméně vždy žlutá. Hvězdice amurská má oddělená pohlaví, samec i samice jsou si však nicméně vzájemně podobní (nevyvinul se pohlavní dimorfismus). Doba rozmnožování závisí na ročním období. Oplození je vnější, samičky vypouštějí i 25 milionů vajíček a samci své spermie, které se spojí ve vodě a zde také probíhá vývoj vzniknuvších larev. Ten trvá kolem dvou až čtyř měsíců; poté se malé hvězdice začnou usazovat na měkkých sedimentech nebo útesech. Během prvního roku rostou rychlostí až 6 mm za měsíc, později se vývoj zpomalí. Při velikosti 4,5 až 5 cm se již mohou rozmnožovat a dožívají se dvou až tří let. Vyjma pohlavního rozmnožování se objevuje i rozmnožování nepohlavní. Hvězdice amurská má několik přirozených nepřátel, například jiné hvězdice Solaster paxillatus a Coscinasterias muricata, kraba kamčatského (Paralithodes camtschaticus) a kraba Leptomithrax gaimardii.